# Novska (stacja kolejowa)
Novska – stacja kolejowa w miejscowości Novska, w żupanii sisacko-moslawińskiej, w Chorwacji. Jest ważnym węzłem kolejowym położonym na linii Zagrzeb - Belgrad.

## Linie kolejowe
- Dugo Selo – Novska
- Zagrzeb – Sisak – Novska
- Novska – Tovarnik